# Rue de Cluny
Ne pas confondre avec l'ancienne rue de Cluny, aujourd'hui la rue Victor-Cousin.
La rue de Cluny est une voie du 5e arrondissement de Paris située dans le quartier de la Sorbonne.

## Situation et accès
La rue de Cluny est desservie par la ligne 10 à la station Cluny - La Sorbonne.

## Origine du nom
Elle tient son nom du musée de Cluny qu'elle borde.

## Historique
La rue de Cluny, qui constituait une partie de la rue Fontanes, est ouverte le 11 août 1855. Elle longe sur sa partie est les anciens thermes de Cluny romains et débouche sur la Sorbonne. En 1934, sa partie sud-est est incorporée à la place Paul-Painlevé pour former le square.

## Bâtiments remarquables et lieux de mémoire
- Thermes de Cluny
- Hôtel de Cluny accueillant le Musée national du Moyen Âge
- Square Samuel-Paty

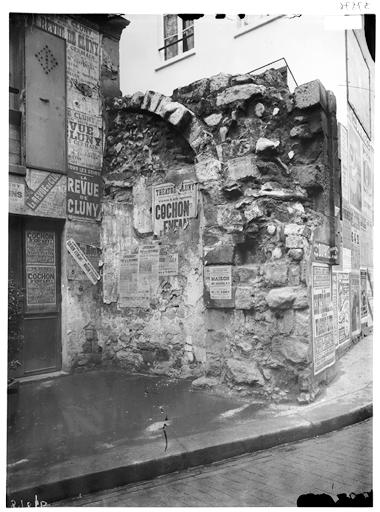
Vestige du couvent des Mathurins (1909).
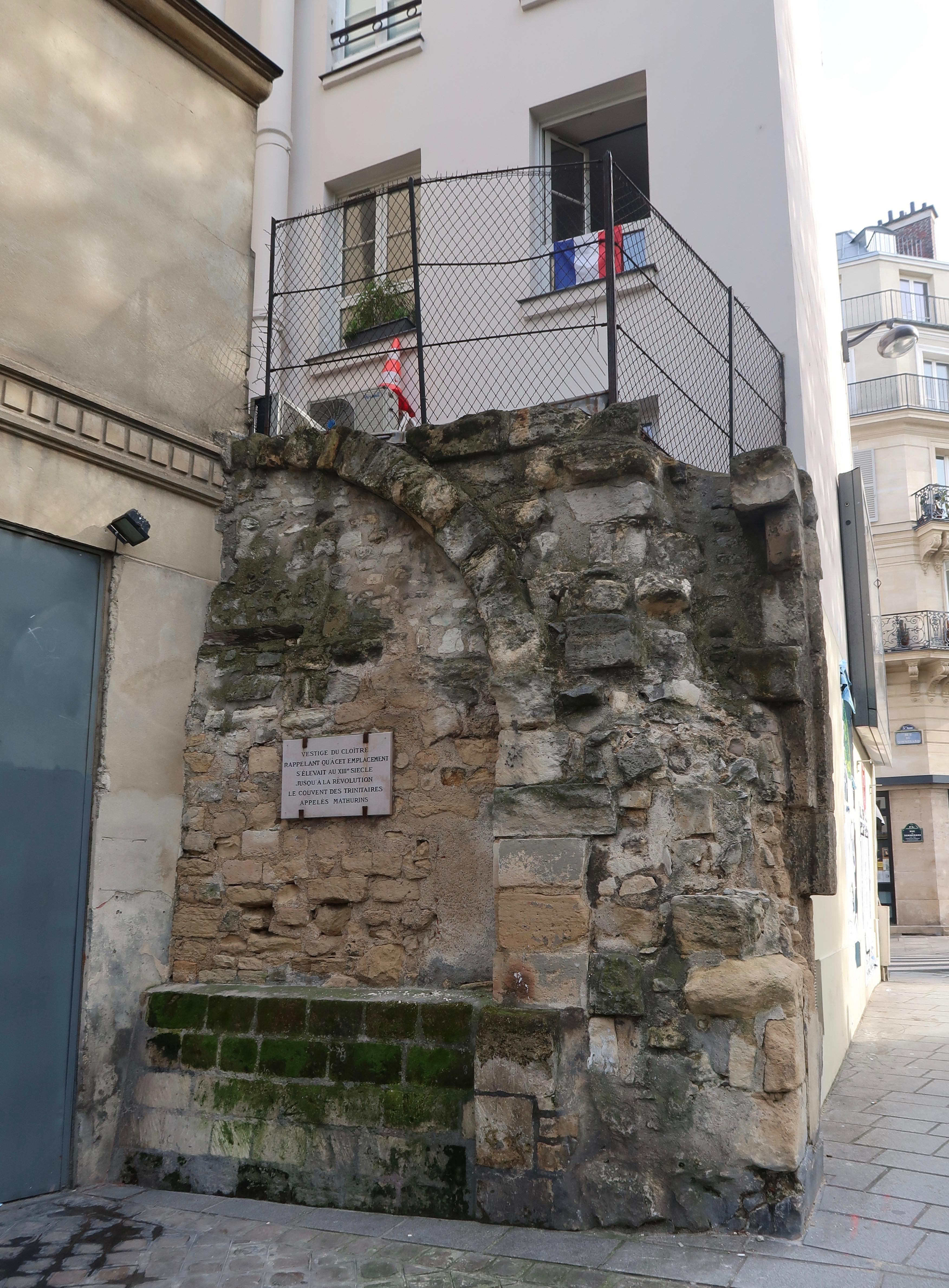
Photo au même emplacement (2018).
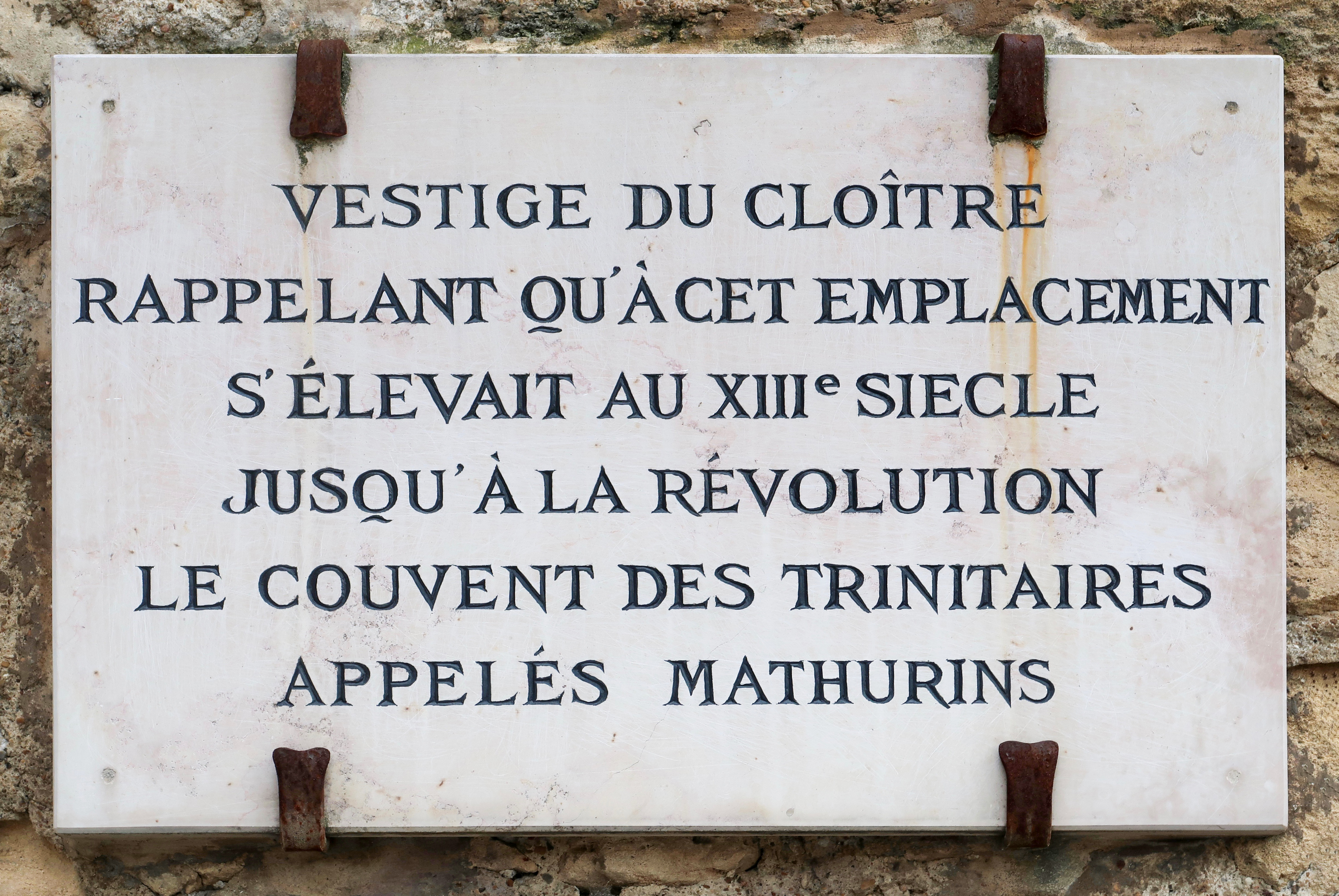
Plaque rappelant le couvent.